# Ladislas de Zator
Ladislas de Zator (polonais : Władysław Zatorski; né vers 1455 – mort entre le 28 mai et le 21 septembre 1494), fut duc Zator entre  1468 et 474 conjointement avec ses frères comme corégents, souverain de la moitié de Zator entre 1474 et 1482 avec un de ses frères comme corégent et duc de Wadowice de 1482 jusqu'à sa mort.

## Biographie
Ladislas ou Władysław est le 4e fils du duc Venceslas Ier de Zator et de son épouse Maria, fille d'Urban Kopczowski, un noble du duché de Siewierz.
Après la mort de son père vers 1468, Ladislas et son frère  Jean V sont encore mineurs et ce sont leurs frères ainés Casimir II et Venceslas II qui assument le gouvernement du duché. Ladislas est mentionné pour la première fois dans un document officiel vers 1470
Sept ans plus tard, en 1477, le duché est formellement divisé en deux parts : Ladislas et Jean V reçoivent conjointement la partie située à l'ouest de la rivière Skawa.  Ladislas et Jean V règne conjointement jusqu'en 1482, quand ils procèdent à une division de leurs domaines. Ladislas reçoit une compensation financière et la cité de  Wadowice. C'est là que Ladislas meurt en 1494, selon le traité de succession mutuelle de 1477, son seul frère survivant Jean V hérite ses possessions et réunifie le duché de Zator.

## Union et postérité
Vers 1488, Ladislas épouse une certaine Anna († après le 28 mai 1494), d'origine inconnue ils ont une fille unique:
- Agnès de Zator (née vers 1490 – †  1505) qui épouse vers 1504  Jan Kobierzycki (†  1505)].

## Source de la traduction
- (en) Cet article est partiellement ou en totalité issu de l’article de Wikipédia en anglais intitulé « Władysław of Zator » (voir la liste des auteurs), édition du 14 septembre 2014.